# Hippia
Hippia is een geslacht van vlinders van de familie tandvlinders (Notodontidae).

## Soorten
- H. astuta Schaus, 1894
- H. cinga Druce, 1911
- H. gracita Schaus, 1922
- H. insularis Grote, 1867
- H. mandela Druce, 1887
- H. matheis Schaus, 1892
- H. mumetes Cramer, 1775
- H. packardi Morris, 1875
- H. pronax Dognin, 1908
- H. pulchra Butler, 1878
- H. punctillum Dognin, 1908
- H. salandera Schaus, 1906
- H. schausi Dyar, 1908
- H. talae Berg, 1878
- H. undilinea Draudt, 1932
- H. undulata Druce, 1905
- H. vittipalpis Walker, 1857